# José Joaquín Martínez Sieso
José Joaquín Martínez Sieso (Bilbao, Vizcaya, 13 de abril de 1956) es un político español que, entre 1995 y 2003, ejerció como sexto presidente de la comunidad autónoma de Cantabria y primero nacido fuera de su territorio.

## Biografía

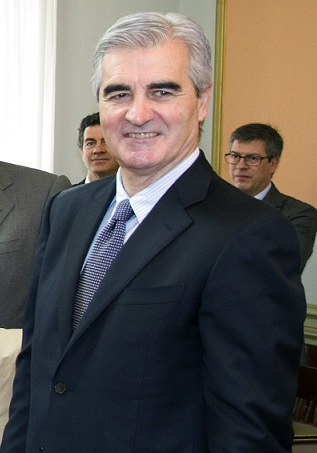
Martínez Sieso en 2015

Nació en Bilbao el 13 de abril de 1956, aunque unos días más tarde fue llevado al municipio cántabro de Limpias.
Es licenciado en Derecho por la Universidad de Deusto y MBA por el Instituto de Empresa de Madrid. Diputado en el Congreso entre 1989 y 1995, en este último año fue elegido miembro de la ejecutiva del Partido Popular de Cantabria durante la celebración de su V Congreso Regional.
En las elecciones autonómicas del mismo año lideró la lista de su partido y obtuvo una mayoría simple con 13 diputados. Con el apoyo del PRC, fue investido presidente de Cantabria. Martínez Sieso prefirió pactar con los regionalistas que con la UPCA del polémico Juan Hormaechea, presidente hasta ese momento.
En las elecciones autonómicas del 13 de junio de 1999 fue reelegido presidente del Gobierno de Cantabria de nuevo con el apoyo del PRC, pues le hacía falta para gobernar en mayoría. En las elecciones autonómicas del 25 de mayo de 2003 volvió a presentarse como candidato del Partido Popular. De nuevo, no consiguió la mayoría absoluta de la cámara. El PRC prestó su apoyo en esta ocasión al PSC-PSOE y dejó fuera del Gobierno de Cantabria al PP. En las elecciones autonómicas de 2007, Martínez Sieso ya no fue el candidato del partido; su lugar lo ocupó Ignacio Diego, que tampoco consiguió gobernar ya que regionalistas y socialistas revalidaron su pacto.
Entre 2004 y 2011 fue diputado por Cantabria en el Congreso de los Diputados.
Tras la victoria por mayoría absoluta del PP en las elecciones autonómicas de 2011, fue nombrado presidente de la Autoridad Portuaria de Santander, cargo que ocupó hasta 2015.

## Cargos desempeñados
- Diputado por Cantabria en el Congreso de los Diputados (1989-1995)
- Diputado en el Parlamento de Cantabria (1995-2004)
- Presidente del Gobierno de Cantabria (1995-2003)
- Diputado por Cantabria en el Congreso de los Diputados (2004-2011)
- Vicepresidente tercero del Congreso de los Diputados (2007-2008)
- Presidente de la Autoridad Portuaria de Santander (2011-2015)